# Valcebollère
Valcebollère (Catalaans: Vallcebollera) is een gemeente in het Franse departement Pyrénées-Orientales (regio Occitanie) en telt 42 inwoners (2009). De plaats maakt deel uit van het arrondissement Prades.

## Geografie
De oppervlakte van Valcebollère bedraagt 37,0 km², de bevolkingsdichtheid is dus 1,1 inwoners per km².
De onderstaande kaart toont de ligging van Valcebollère met de belangrijkste infrastructuur en aangrenzende gemeenten.

## Demografie
Onderstaande figuur toont het verloop van het inwonertal (bron: INSEE-tellingen).